# La Caméra cachée
Cet article possède un paronyme, voir Caméra cachée (homonymie).
La Caméra cachée, puis Spécial caméra cachée est une émission de télévision française diffusée sur la deuxième chaîne de l'ORTF dans les années 1970 jusqu'au 1er janvier 1990 sur Antenne 2.

## Histoire
La Caméra cachée est une nouvelle version de la caméra invisible  de Pierre Tchernia et Jacques Rouland. Elle est diffusée sur la deuxième chaîne de l'ORTF dans les années 1970, puis une simple séquence de l'émission Jeudi Cinéma diffusée depuis septembre 1980 et qui passant du jeudi soir au mardi soir dès le 12 janvier 1982 devient Mardi Cinéma.
Elle devient une émission à part entière sous le titre Spécial caméra cachée à partir du 28 décembre 1987. Elle est alors diffusée pendant les fêtes, et durant les vacances scolaires.